# Organzali
Organzali (makedonsky: Органџали, turecky: Urgancılı) je v současnosti vysídlená vesnice v Severní Makedonii. Nachází se v opštině Dojran v Jihovýchodním regionu.

## Geografie
Organzali se nachází v nejsevernější části opštiny Dojran. Hranice vesnice se široce dotýká opštiny Valandovo a oblasti Bojmija. Obec je kopcovitá a leží v nadmořské výšce 340 metrů. Plnila hlavně zemědělsko-lesnickou funkci. Leží 13 km východně od města Valandovo a 32 km severně od centra opština Star Dojran.

## Demografie
Podle sčítání lidu z roku 2021 ve vesnici nikdo nežije.
Při předchozím sčítání lidu v roce 2002 žilo ve vesnici 24 obyvatel turecké národnosti.
| Rok          | 1900 | 1948 | 1953 | 1961 | 1971 | 1981 | 1991 | 1994 | 2002 |
| ------------ | ---- | ---- | ---- | ---- | ---- | ---- | ---- | ---- | ---- |
| Obyvatelstvo | 420  | 230  | 216  | 171  | 11   | 12   | 21   | 21   | 0    |